# برقع
بُرْقِع پوششی است که برخی زنان مسلمان از آن استفاده می‌کنند. این پوشش بیشتر در افغانستان و پاکستان و منطقه هرمزگان ایران رایج است. نوع رایج آن در مخصوصاً افغانستان و پاکستان تمام بدن زن، از جمله چهرهٔ او را می‌پوشاند. معمولاً در برقع، چشم‌ها پشت یک پرده یا صفحهٔ مشبّک قرار می‌گیرند. در هرمزگان به پوشش نقاب مانند که تزیینات رنگی دارد نیز گفته می‌شود. نقابی مخصوص زنان سواحل خلیج فارس که آن را به عربی بُرقع (Burqe) به گویش محلی مناطق هرمزگان بُرکهَ (Burke)، در مناطقی از بندر لنگه بَتوله (Batūle) و میان مردمان مناطق شمال بندر لنگه و جنوب استان فارس (لارستان) تَبِیله (Tabile) و سیستان بلوچستان هم برکه می‌نامند.

## ریشه کلمه
برقع عربی شده کلمه بورک (būrk) ترکی به معنی کلاه است. بورک و دوواق (duvaq) در لباسهای ترکان قدیم برای پوشاندن سر یا چهره بوده است. اما در خراسان به چادر امروزی خانم‌ها و بخصوص نیم چادری یا پوششی که سر تا روی سینه زنان را می‌پوشاند پرده می‌گفتند.
| ناگهان پرده برانداخته‌ای یعنی چه |  | مست از خانه برون تاخته‌ای یعنی چه |

## در کشورها

ممنوعیت برقع در مکان‌های عمومیممنوعیت کامل یا تقریبی در برخی مکان‌های عمومیممنوعیت اما با صادرات برقعممنوعیت در برخی ساختمان‌ها و محیط کار

### جهان اسلام
در کشورهای عربی حاشیهٔ خلیج فارس پوشیدن برقع از دوران بسیار دور رایج بوده است. شکل «برقع» در مناطق مختلف تفاوت دارد، مثلاً برقع‌هایی که زنان ساحل می‌پوشیدند با برقع‌هایی که زنان شحوح که در کوهستان و رؤوس الجبال زندگی می‌کنند، بسیار فرق داشت. همچنین برقع‌هایی که زنان بعضی از مناطق عمان می‌پوشیدند نیز با همدیگر اختلاف کلی داشت. امروزه در امارات تنها بعضی از خانم‌های بزرگسال برقع می‌پوشند، اما بانوان جوان امروزه کمتر از این نوع پوشش استفاده می‌کنند. طبق بررسی‌هایی که انجام شده است تا ۳۰ سال آینده در امارات برقع به کلی ناپدید خواهد شد. البته در امارات پوشیدن برقع بیشتر جنبهٔ تزئینی دارد؛ و از لباس‌های شرعی یا اسلامی به‌شمار نمی‌آید و یکی از لباس‌های سنتی این کشور است.

### ایران
برقع در ایران تا دوره قاجار استفاده می‌شد و بعد از این دوره به علت سیاست کشف حجاب رضاشاه، دیگر از برقع استفاده نشد. بعد از خلع رضاشاه فقط مردم استان هرمزگان از برقع استفاده می‌کنند که در بندرعباس و توابع ان بُرکه (Borke) و در مناطقی از بندرلنگه بتوله (Batoole) می‌گویند این نوع پوشش مخصوص همین منطقه است؛ و همچنین مناطقی از استان سیستان و بلوچستان نیز استفاده می‌کنند و به آن برکه می‌گویند.

### افغانستان

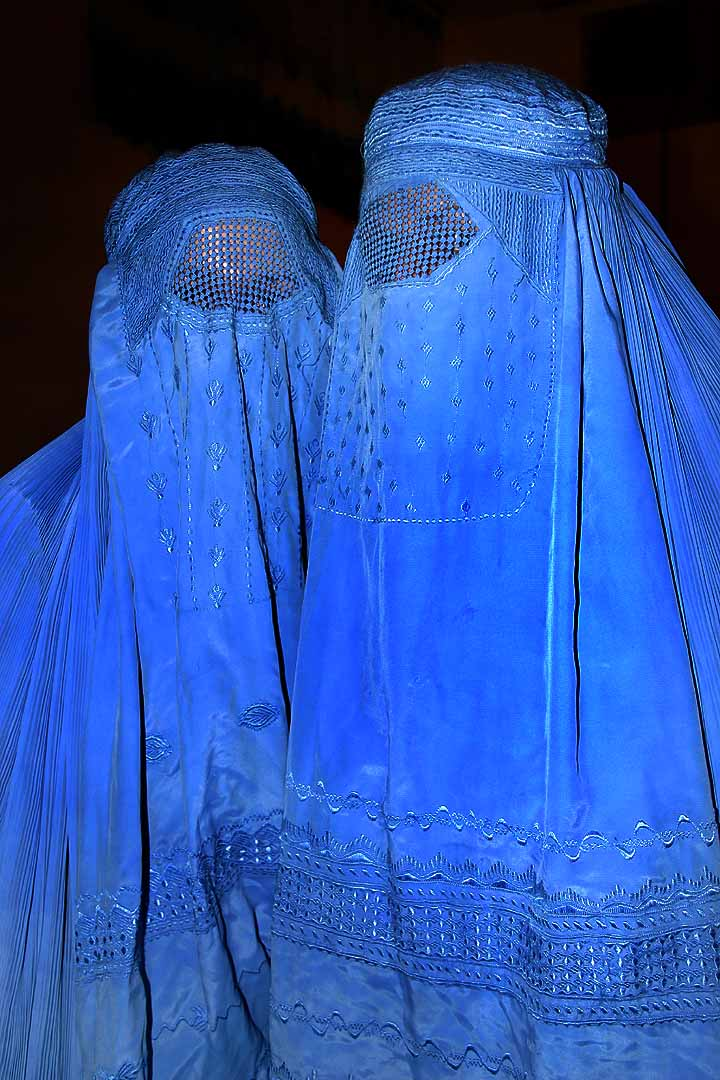
زنان با پوشش برقع

رنگ معمول برای برقع در افغانستان آبی است. در طول دورهٔ حکومت طالبان، زنان مجبور به پوشیدن برقع در اجتماع بودند. پس از سرنگونی طالبان، حکومت جدید اجبار برای پوشیدن برقع را لغو کرد.

## نگارخانه

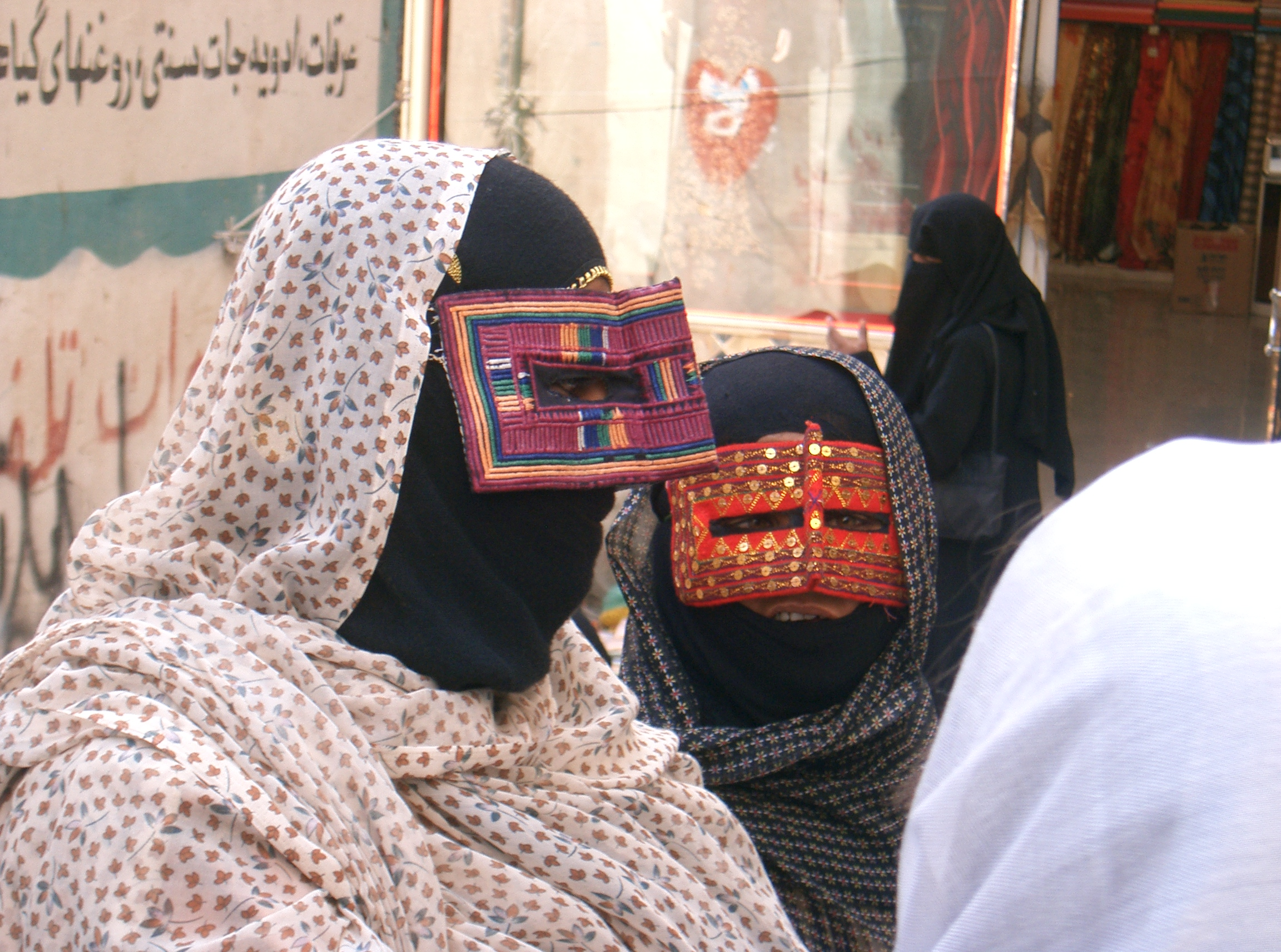
پوشش نقاب مانند زنان در بندرعباس جنوب ایران
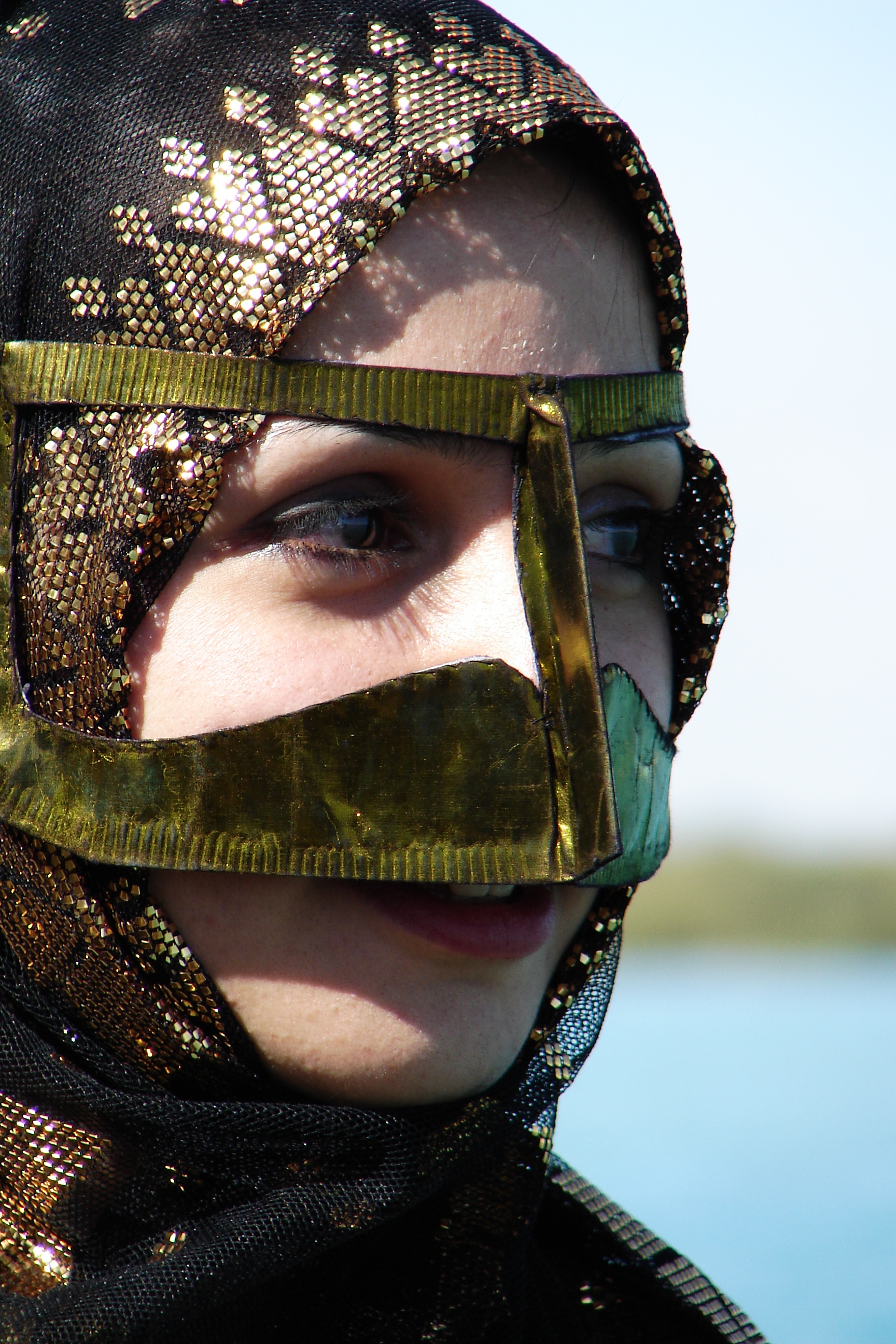
نوعی دیگر از برقع تزیینی
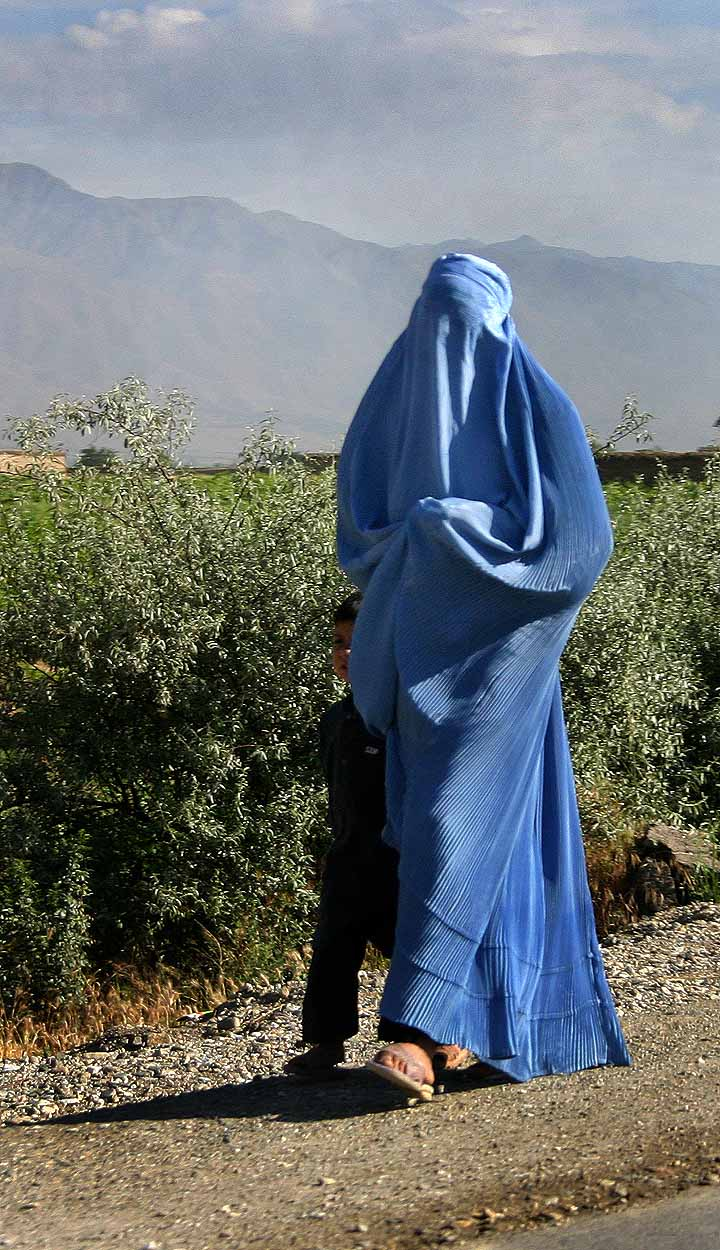
پوشش برقع در کشور افغانستان
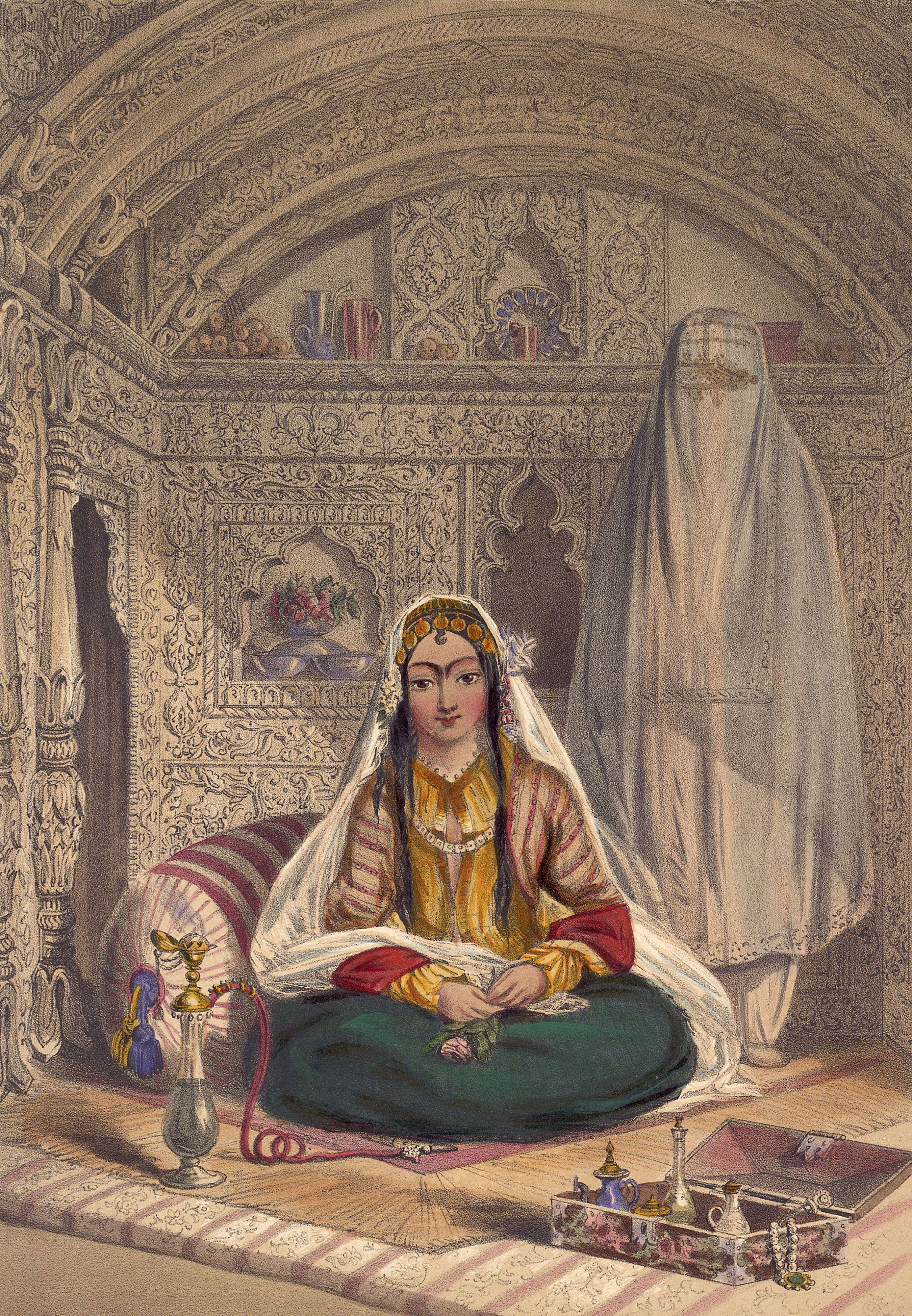
بانوان کابل